# The Smashing Machine
The Smashing Machine es una próxima película estadounidense biográfica de drama deportivo, escrita, dirigida, coproducida y coeditada por Benny Safdie. Está protagonizada por Dwayne Johnson en el papel del exluchador y luchador de MMA Mark Kerr, junto a Emily Blunt como la entonces esposa de Kerr, Dawn Staples, y será estrenada por A24 en 2025.

## Reparto
- Dwayne Johnson como Mark Kerr
- Emily Blunt como Dawn Staples
- Lyndsey Gavin como Elizabeth Coleman
- Oleksandr Usyk como Igor Vovchanchyn
- Bas Rutten como él mismo
- Ryan Bader como Mark Coleman
- Satoshi Ishii como Enson Inoue
- James Moontasri como Akira Shoji
- Yoko Hamamura como Kazuyuki Fujita
- Paul Cheng como Masaaki Satake
- Cyborg Abreu como Fábio Gurgel[1]
- Andre Tricoteux como Paul Varelans
- Paul Lazenby como Hans Nijman
- Olga Dzyurak como la traductora de Igor
- Ryan Ventura como el locutor de Pride FC
- Zoe Kosovic como McKenzie Coleman

## Producción
En diciembre de 2023, se anunció que una biográfica de drama deportivo basado en la vida y carrera de Mark Kerr estaba en desarrollo en A24, con Benny Safdie como guionista y director y Dwayne Johnson como protagonista. Durante los Premios de la Academia 2024, Johnson confirmó que Blunt protagonizaría la película como Dawn Staples, la mujer de Kerr. Lyndsey Gavin, Oleksandr Usyk, Ryan Bader, Bas Rutten y Zoe Kosovic se unieron al reparto en mayo de 2024.
La fotografía principal se realizó del 21 de mayo al 7 de agosto de 2024, abarcando localizaciones como Nuevo México, Tokio y Vancouver. El director de fotografía Maceo Bishop, que trabajó con Safdie en The Curse (2023-2024), rodó el proyecto en película de 16 mm. Ese mismo año, Johnson tuiteó que el músico belga Nala Sinephro compondría la partitura.